# Nové Město na Moravě (stacja kolejowa)
Nové Město na Moravěⓘ – stacja kolejowa w miejscowości Nové Město na Moravě, w kraju Wysoczyna, w Czechach Znajduje się na wysokości 615 m n.p.m.
Stacja jest wyposażona w poczekalnię, kasy biletowe, na których można zakupić bilety na pociągi krajowe i międzynarodowe oraz zarezerwować miejsce w pociągu.

## Linie kolejowe
- 251 Žďár nad Sázavou - Nové Město na Moravě - Tišnov